# Dinoto
São Dunod (algumas vezes anglicanizado como Dinooth) foi um abade entre o fim do século VI e o início do VII em Bangor-on-Dee, no nordeste do País de Gales.
Dunod é conhecido como sendo o único eclesiástico galês mencionado pelo nome, na História Eclesiástica do Povo Inglês de Beda, por estar no encontro dos bispos galeses com Agostinho de Cantuária em Augustine's Oak (possivelmente Aust em Gloucestershire, ou Cressage em Shropshire), por volta de 603.
Ele é frequentemente identificado com Dunod Fawr ap Pabo Post Prydain, um rei britão que governou em algum lugar no norte da Britânia e pai de São Deiniol, o primeiro bispo de Bangor. Contudo, isso é cronologicamente improvável.